# Краљица Терлинга
Краљица Терлинга (енгл. The Queen of the Tearling) је роман америчке књижевнице Ерике Џохансен (енгл. Erika Johansen). Српско издање је објавила издавачка кућа Лагуна из Београда 28. марта 2015. године.

## О ауторки
Ерика Џохансен је адвокат и дебитантска ауторка међународног бестселера Краљица Терлинга. Рођена је и одрасла у области залива Сан Франциска, где и данас живи. Студирала је на колеџу Свортмор у Пенсилванији и похађала радионицу писања у Ајови (енгл. Iowa Writers' Workshop), која се сматра прослављеном радионицом у заједници писаца, где је стекла звање магистра ликовних уметности. Говор тадашњег сенатора Барака Обаме 2007. године ју је мотивисао да се бави писањем, када је створила хероину Келси Рали Глин. Почела је да пише о ликовима и заплету књиге на почетку студија на Правном факултету, а завршила ју је дипломирањем.

## О књизи
Књига Краљица Терлинга прати принцезу која мора да поврати престо своје преминуле мајке, научи да влада и победи Црвену краљицу, чаробницу која је одлучила да је уништи. На свој деветнаести рођендан Келси Рали Глин, одрасла у егзилу, креће на путовање у замак у којем је рођена да наследи престо који јој припада. Око врата носи сафир Терлинга, драгуљ неописиве моћи, а прати је краљичина гарда, на челу са Лазаром. На њеном путу је сусрећу непријатељи који користе оружја од професионалних убица до црне магије, са циљем да је спрече да понесе круну. Упркос краљевској крви, Келси осећа несигурност и незнање на који начин треба да води народ и краљевство о којем скоро ништа не зна. Међутим, у престоници се све мења када се суочава са страхотама које није могла ни да замисли. Келси мора да схвати коме међу слугама, аристократијом и сопственом гардом може заиста веровати. Њен задатак је да спасе краљевство и испуни своју судбину која је у супротном може уништити.